# Hendrik Fassmann
Hendrik Fassmann (* 25. Januar 1949 in Saarbrücken) ist ein deutscher Sozialwissenschaftler und Rehabilitationswissenschaftler.

## Leben
Hendrik Fassmann studierte von 1971 bis 1976 Sozialwissenschaften an der Friedrich-Alexander-Universität Erlangen-Nürnberg. 1977 erwarb er den akademischen Grad eines Diplom-Sozialwirts. Er promovierte zunächst bei dem Medizinsoziologen Karl Gustav Specht und setzte dann nach Spechts frühem Tod seine Promotion zum Dr. rer. pol. bei dem Organisationssoziologen Günter Büschges und dem Sozialpolitiker Ulrich Pagenstecher fort. Seit Ende der 1970er Jahre ist Fassmann in der Rehabilitationsforschung engagiert, zuletzt als stellvertretender Geschäftsführer des Instituts für empirische Soziologie an der Universität Erlangen-Nürnberg. Auch übernahm er Lehraufträge an der Universität Bamberg, an der Universität Erlangen-Nürnberg und an der Fachhochschule Nürnberg (Vorgängereinrichtung der Technischen Hochschule Nürnberg Georg Simon Ohm). Schließlich ist er hervorgetreten durch ein umfangreiches Schrifttum zur Rehabilitationsforschung.

## Wissenschaftlicher Ansatz
Hendrik Fassmann hat seine wissenschaftliche Prägung vor allem an der Wirtschafts- und Sozialwissenschaftliche Fakultät der Friedrich-Alexander-Universität Erlangen-Nürnberg erfahren. Seine gesundheits- und rehabilitationswissenschaftlichen Arbeiten sind geprägt worden durch seine akademischen Lehrer, deren Ansätze er zu integrieren verstand.
Von Gerhard Wurzbacher hat er den soziologischen Grundgedanken übernommen, den Menschen als soziales und personales Wesen zu begreifen. Gerade die Herausforderungen einer Behinderung tangieren den Menschen sowohl in der sozialen Vernetzung als auch in seiner lebenslangen Sozialisation. Von Karl Gustav Specht hat Fassmann das systemische Denken aufgegriffen und für die Rehabilitationsforschung aufbereitet, wie auch die Forderung nach einer empirischen Grundlegung umgesetzt. Um die Komplexität der Rehabilitationsprozesse besser zu verstehen, ist die moderne Soziologie auf systemisches Denken mit Blick auf Kommunikation, Sinn und Komplexitätsreduktion angewiesen. Die dritte Einflussgröße war die kritische Fragestellung bei Ulrich Pagenstecher. Pagenstecher vertrat den Kritischen Rationalismus in der Tradition von Karl Popper. Fruchtbar machte Fassmann diesen Ansatz für die Rehabilitationsforschung, indem Programme und Projekte immer auch einer ideologiekritischen Überprüfung unterzogen wurden.

## Schwerpunkte in der Rehabilitationsforschung
Die wissenschaftlichen Schwerpunkte der Rehabilitation liegen bei Hendrik Fassmann im Bereich der beruflichen und sozialen Rehabilitation wie die Evaluationsforschung, Casemanagement, Rehabilitation (lern)behinderter Jugendlicher, Pflegequalität, Sozialstationen, Rehabilitation psychisch Kranker, berufliche Rehabilitation und Effektivität stationärer Heilverfahren.

## Fachtagungen
Fassmann hat auf einer Vielzahl von Fachtagungen zur Evaluation und Rehabilitation referiert; so auch auf Tagungen für angewandte Soziologie, ausgerichtet vom Berufsverband Deutscher Soziologinnen und Soziologen in der Evangelischen Akademie Bad Boll und im Bundesinstitut für Berufliche Bildung in Bonn.

## Internationalität
Fassmann studierte bei dem Romanisten und Soziologen Hanns-Albert Steger an der Universität Erlangen-Nürnberg die Regionalwissenschaft romanischer Länder. Auf diesem Hintergrund absolvierte er Studienaufenthalte und Studienreisen in Europa, nach Asien und Lateinamerika. Die interkulturellen Begegnungen mit den Kulturen und Sozialstrukturen waren nützlich, um sein hermeneutisches Wissen für das Verständnis von Rehabilitationsprozessen zu unterstützen.

## Schriften (Auswahl)

### Evaluationsforschung
- Soziale Konflikte in der rehabilitationswissenschaftlichen Evaluationspraxis, 2001
- Aufgaben und Zielsetzung eines Case-Managements in der Rehabilitation, 2000
- REGINE und MobiliS im Spannungsfeld zwischen allgemeinen und besonderen Leistungen zur Rehabilitation, 2000
- Ziele, Mittel und Erfolge der Förderung des wissenschaftlichen Nachwuchses, 1978

### Ambulante Rehabilitation
- (mit Martina Oertel) Erfassung des Leistungsangebotes von Krebsberatungsstellen, 2000
- Pflegeberatung zur Sicherung der Pflegequalität im häuslichen Bereich, 1995
- Ambulante Rehabilitation durch Sozialstationen, 1994
- Sozialstationen, 1992

### Berufliche Rehabilitation
- Erfolge beruflich-sozialer Rehabilitation von psychisch Behinderten, 1999
- Abbrecherproblematik und Prävention von Ausbildungsabbrüchen, 1998
- Früherkennung und Reduzierung von Abbrüchen der Berufsausbildung in Berufsbildungswerken, 1997
- Massnahmen zur Wiedereingliederung Behinderter in den Arbeitsprozess, 1991
- Psychisch Behinderte in der beruflichen Rehabilitation, 1988
- Die Einleitung beruflicher Rehabilitation, 1988
- Langzeiterfolge beruflicher Rehabilitation, 1985

### Jugendliche und Rehabilitation
- REGINE – ein neues Lernortkonzept zur Rehabilitation (lern-)behinderter Jugendlicher, 2000
- Ausbildungsabbruch bei behinderten und benachteiligten Jugendlichen, 2000
- Konzept der BAR-Modellinitiative REGIonale NEtzwerke zur beruflichen Rehabilitation (lern-)behinderter Jugendlicher (REGINE), 1998

### Stationäre Rehabilitation
- Effektivität und Effizienz von stationären Heilverfahren in der Beurteilung von ärztlichen und nichtärztlichen Experten der Rehabilitation, 1979